# Tourist Trophy 1956
Il Tourist Trophy fu l'appuntamento inaugurale del motomondiale 1956.
Si svolse dal 6 all'8 giugno 1956 e vi corsero tutte le classi disputate in singolo, nonché i sidecar. Gareggiarono per prime il 6 giugno le 125 e le 250, l'8 le restanti categorie.
La classe sidecar e le 125 e 250 disputarono la gara sul circuito Clypse e solo le due categorie di maggior cilindrata si svolsero sul Circuito del Mountain.
La gara scontò le conseguenze di quanto accaduto in occasione del GP d'Olanda dell'anno precedente e delle squalifiche comminate a molti piloti; erano assenti ad esempio le due Gilera ufficiali che si erano piazzate ai primi due posti l'anno precedente con Geoff Duke e Reg Armstrong.
I piloti britannici di casa si imposero solamente con John Surtees su MV Agusta che si impose in classe 500; le altre vittorie furono dell'australiano Ken Kavanagh in 350, dell'italiano Carlo Ubbiali che vinse sia la 250 che la 125 e dell'equipaggio tedesco Fritz Hillebrand/Manfred Grunwald tra le motocarrozzette.

## Classe 500
Al Senior TT furono 75 i piloti alla partenza e 45 vennero classificati al termine della gara. Tra i piloti ritirati Dickie Dale, Ken Kavanagh e Bob McIntyre.

### Arrivati al traguardo (prime 10 posizioni)
| Pos. | Pilota         | Moto       | Tempo      | Punti |
| ---- | -------------- | ---------- | ---------- | ----- |
| 1    | John Surtees   | MV Agusta  | 2h 44:05.8 | 8     |
| 2    | John Hartle    | Norton     | + 1:30.8   | 6     |
| 3    | Jack Brett     | Norton     | + 2:48.4   | 4     |
| 4    | Walter Zeller  | BMW        | + 3:16.4   | 3     |
| 5    | Bill Lomas     | Moto Guzzi | + 3:22.8   | 2     |
| 6    | Derek Ennett   | Matchless  | + 6:34.6   | 1     |
| 7    | Alan Trow      | Norton     | + 9:22.0   |       |
| 8    | Gavin Dunlop   | Matchless  | + 9:57.8   |       |
| 9    | George Salt    | Norton     | + 10:13.4  |       |
| 10   | Dennis Chapman | Norton     | + 10:37.4  |       |

## Classe 350
Allo Junior TT furono 75 i piloti alla partenza e 42 quelli classificati al termine della corsa. Tra i ritirati Bob McIntyre, Bill Lomas, Dickie Dale, Jack Brett e John Surtees.

### Arrivati al traguardo (prime 10 posizioni)
| Pos. | Pilota          | Moto       | Tempo      | Punti |
| ---- | --------------- | ---------- | ---------- | ----- |
| 1    | Ken Kavanagh    | Moto Guzzi | 2h 57:29.4 | 8     |
| 2    | Derek Ennett    | AJS        |            | 6     |
| 3    | John Hartle     | Norton     |            | 4     |
| 4    | Cecil Sandford  | DKW        |            | 3     |
| 5    | Eddie Grant     | Norton     |            | 2     |
| 6    | Alan Trow       | Norton     |            | 1     |
| 7    | Derek Powell    | AJS        |            |       |
| 8    | Frank Perris    | AJS        |            |       |
| 9    | Duilio Agostini | Moto Guzzi |            |       |
| 10   | Terry Shepherd  | Norton     |            |       |

## Classe 250
Nel Lightweight TT furono 20 i piloti alla partenza e solo 10 quelli classificati al termine della prova. Tra i ritirati vi furono Cecil Sandford e Luigi Taveri.
Per la prima volta vi furono al via del motomondiale anche motociclette della casa motociclistica ceca ČZ che ben si comportarono ottenendo anche piazzamenti a punti.

### Arrivati al traguardo
| Pos. | Pilota            | Moto       | Tempo      | Punti |
| ---- | ----------------- | ---------- | ---------- | ----- |
| 1    | Carlo Ubbiali     | MV Agusta  | 1h 26:54.0 | 8     |
| 2    | Roberto Colombo   | MV Agusta  |            | 6     |
| 3    | Hans Baltisberger | NSU        |            | 4     |
| 4    | Horst Kassner     | NSU        |            | 3     |
| 5    | František Bartoš  | ČZ         |            | 2     |
| 6    | Arthur Wheeler    | Moto Guzzi |            | 1     |
| 7    | Phil Carter       | RDS        |            |       |
| 8    | A Jones           | Norton     |            |       |
| 9    | Frank Cope        | Norton     |            |       |
| 10   | W N Webb          | Moto Guzzi |            |       |

## Classe 125
Nell'Ultra-Lightweight TT furono 22 i piloti alla partenza e 9 classificati al traguardo. Tra i ritirati Roberto Colombo, Cecil Sandford e Arthur Wheeler

### Arrivati al traguardo
| Pos. | Pilota                     | Moto       | Tempo      | Punti |
| ---- | -------------------------- | ---------- | ---------- | ----- |
| 1    | Carlo Ubbiali              | MV Agusta  | 1h 24:16.8 | 8     |
| 2    | Marcelo Cama               | Montesa    |            | 6     |
| 3    | Francisco González Sanchiz | Montesa    |            | 4     |
| 4    | Enrique Sirera             | Montesa    |            | 3     |
| 5    | Dave Chadwick              | LEF        |            | 2     |
| 6    | Václav Parus               | ČZ         |            | 1     |
| 7    | D H Allen                  | FB Mondial |            |       |
| 8    | D H Edlin                  | MV Agusta  |            |       |
| 9    | Frank Cope                 | MV Agusta  |            |       |

## Sidecar TT
Furono 21 equipaggi alla partenza e 15 al traguardo.

### Arrivati al traguardo (posizioni a punti)
| Pos | Pilota             | Passeggero       | Moto   | Tempo      | Punti |
| --- | ------------------ | ---------------- | ------ | ---------- | ----- |
| 1   | Fritz Hillebrand   | Manfred Grunwald | BMW    | 1h 23:12.2 | 8     |
| 2   | Peter 'Pip' Harris | Ray Campbell     | Norton |            | 6     |
| 3   | Bill Boddice       | William Storr    | Norton |            | 4     |
| 4   | Bob Mitchell       | Eric Bliss       | Norton |            | 3     |
| 5   | Jackie Beeton      | Les Nutt         | Norton |            | 2     |
| 6   | Ernie Walker       | Dun Roberts      | Norton |            | 1     |